# Robert Havard
Robert Emlyn Havard (* 15. März 1901 im Osten von England; † 1985) war ein britischer Arzt und medizinischer Wissenschaftler. Er war der Hausarzt der Schriftsteller J. R. R. Tolkien und C. S. Lewis sowie von dessen Ehefrau Joy Gresham.

## Leben
Havard studierte zunächst am Keble College in Oxford Chemie, anschließend belegte er ein Studium der Medizin an Gonville and Caius College in Cambridge. Dort beteiligte er sich an einer Studie, die im Jahr 1926 unter dem Titel The influence of exercise on the inorganic phosphates in the blood and urine („Der Einfluss von Bewegung auf die anorganischen Phosphate im Blut und Urin“) in der medizinischen Fachzeitschrift The Journal of Physiology veröffentlicht wurde. Er wurde am Guy’s Hospital in London ausgebildet und machte im Jahr 1927 seinen medizinischen Abschluss als Bachelor der Medizin (BM) und der Chemie (BCh). Des Weiteren absolvierte er ein Studium, das er 1934 mit einem Doktor der Medizin (DM) abschloss und arbeitete im selben Jahr in der Abteilung für Biochemie an der Universität Leeds und ging anschließend als wissenschaftliche Mitarbeiter an das Queen’s College nach Oxford, und betätigte sich als Hausarzt.

## Havard und die Inklings
Robert Havard war das einzige nichtliterarische Mitglied der „Inklings“, einer Vereinigung aus den 1930er bis 1940er Jahren an der Universität in Oxford, der neben ihm Lewis und Tolkien weitere namhafte Schriftsteller und Professoren wie Jack Arthur Walter Bennett, Nevill Coghill, Hugo Dyson, Charles Williams oder Colin Hardie angehörten. Er kam als Charakter „Dolbear“ in The Notion Club papers, einem posthum veröffentlichten Werk Tolkiens, vor und die Geschichte Prince Caspian der Narniareihe hatte Lewis der Tochter von Havard gewidmet. In dem literarischen Zirkel hatte er mehrere Spitznamen, so beispielsweise „Humphrey“ oder, aufgrund seines Bartwuchses bei der Navy, der „Rote Admiral“, aber auch UQ (Useless Quack, „Unnützer Quacksalber“).

## Schriften
- R. E. Havard, G. A. Reay: The influence of exercise on the inorganic phosphates of the blood and urine. in: The Journal of Physiology.,  ISSN 0022-3751 Cambridge University Press for the Physiological Society, Cambridge 1926, PMC 1514798 (freier Volltext).